# Maksymilian Potrawiak
Maksymilian Potrawiak (ps. Sztukator, ur. 21 sierpnia 1910 w Mrowinie, zm. 18 sierpnia 1986 w Warszawie) – polski rzeźbiarz i medalier, uczestnik powstania warszawskiego, oficer broni Obwodu Żoliborz AK.

## Życie i twórczość
W latach 1926–1931 kształcił się w Państwowej Wyższej Szkole Sztuk Plastycznych w Poznaniu u prof. Jana Wysockiego. Absolutorium uzyskał na Wydziale Rzeźby i Brązownictwa. Kolejnym etapem była służba wojskowa w Szkole Podchorążych Rezerwy w Samborze. W latach 1933–1939 kontynuował studia artystyczne, tym razem w ASP w Warszawie (pracownia rzeźby prof. Tadeusza Breyera), gdzie uzyskał dyplom na Wydziale Rzeźby w 1947. W okresie 1936–1937 podróżował po Francji, Włoszech i Niemczech, a w 1938 po Bułgarii i Turcji.
W 1944 uczestniczył w powstaniu warszawskim. Walczył na Żoliborzu. Przebywał w niewoli niemieckiej w Magdeburgu, Sandbostel i Altengrabow. We wszystkich trzech obozach jenieckich w 1944 wykonywał ozdoby i dekoracje. W okresie 1945–1946 pracował jako plastyk w obozie 1 Dywizji Pancernej w Haarlemie. Po demobilizacji wrócił do powojennej Polski. Zaangażował się w działalność dydaktyczną m.in. w pracowni rzeźby WSSP w Warszawie.
Był autorem m.in. pomnika-mauzoleum gen. Gustawa Orlicz-Dreszera w Gdyni (1939), projektu pomnika żołnierzy polskich poległych pod Caen w Normandii (1946), popiersia Käthe Kollwitz (1952), cyklu Krzesła historyczne (1967) oraz głów Lotnika i Żołnierza. Wśród jego prac medalierskich znajdują się m.in. dzieła o tematyce sportowej: Bokser, Pływaczka, Wioślarka, Piłkarze oraz Zwycięstwo. Jego prace znajdują się m.in. w zbiorach Muzeum Sztuki Medalierskiej we Wrocławiu oraz Centrum Rzeźby Polskiej w Orońsku.